# West Caribbean Airways
West Caribbean Airways era una compagnia aerea charter colombiana fondata nel 1998 con sede nell'Aeroporto Olaya Herrera a Medellín, in Colombia.

## Storia
La West Caribbean Airways venne fondata nel 1998 dall'uomo d'affari colombiano Hassan Tannir ed iniziò le operazioni nel dicembre 1999. Originariamente con sede a San Andres, partì con quattro Let L-410 che servivano San Andres e l'isola di Providencia come prime destinazioni.
Nel 2000 la West Caribbean Airways aggiunse dei voli per Cartagena, Montería e Barranquilla con aerei ATR 42 noleggiati per poi estendersi anche alle rotte internazionali verso Varadero, Cuba, Panama, a Panama, e San José, in Costa Rica. L'anno successivo un gruppo di investitori acquisì la compagnia aerea e trasferì la sua sede a Medellin. Questo la mise in concorrenza con ACES Colombia e la compagnia aerea di bandiera Avianca. Possedeva le rotte per El Bagre, Montería, Caucasia, Tolu, Chigorodó, Otú, Puerto Berrío, e tante altre.
La compagnia aerea si espanse molto rapidamente e acquisì due McDonnell Douglas MD-82 che operavano su varie rotte internazionali e regionali.
Nel 2005 alla West Caribbean Airways risultavano gravi problemi finanziari e procedurali piuttosto evidenti. Registrò perdite per 6 milioni di dollari nel 2004. A gennaio la compagnia aerea venne multata di 45.000 dollari dall'agenzia governativa per l'aeronautica civile della Colombia, l'UAEAC, per 14 violazioni alla sicurezza, inclusa la mancanza di addestramento per l'equipaggio, i piloti che volavano per troppe ore e i dati di volo non registrati correttamente.
Pochi mesi dopo, nel marzo 2005, un incidente che coinvolse uno degli aerei turboelica della compagnia aerea comportò ulteriori controlli da parte degli Emirati Arabi Uniti. A causa delle perdite del 2004, l'autorità dell'aviazione civile iniziò a monitorare da vicino le finanze della West Caribbean a maggio, sebbene sia stato affermato che la compagnia aerea stava rispettando i suoi impegni.
Il 16 agosto 2005, il volo West Caribbean Airways 708 si schiantò in Venezuela. Al momento di questo incidente, la WCA aveva solo quattro aeromobili nella sua flotta: un Let L-410 Turbolet, due in manutenzione, e l'aereo distrutto del volo 708. West Caribbean Airways si trovò il certificato di operatore aereo ritirato dalla UAEAC verso la fine del 17 agosto. La compagnia aerea fallì nell'ottobre dello stesso anno.

Il precedente logo della compagnia

## Flotta
| Aereo                   | In flotta | Note                                                                             |
| ----------------------- | --------- | -------------------------------------------------------------------------------- |
| ATR 42-300              | 1         | —                                                                                |
| ATR 42-320              | 3         | —                                                                                |
| McDonnell Douglas MD-81 | 1         | Demolito                                                                         |
| McDonnell Douglas MD-82 | 3         | 1 schiantato in Venezuela, 1 venduto ad Aeroméxico e l'ultimo venduto ad Avianca |
| Let L-410 UVP-E         | 8         | 1 precipitato in Colombia                                                        |
| Totale                  | 16        |                                                                                  |

## Incidenti
- 26 marzo 2005. il volo West Caribbean Airways 9955, un Let L-410 Turbolet registrato come HK-4146, decollò da El Embrujo, Isola de Providencia, non riuscì a salire e colpì le colline vicino alla pista, uccidendo i due membri dell'equipaggio e sei dei dodici passeggeri. I rapporti iniziali suggerivano un guasto meccanico.
- 16 agosto 2005. Il volo West Caribbean Airways 708, un McDonnell Douglas MD-82, diretto da Panama alla Martinica nei Caraibi, si schiantò in Venezuela a causa di errori umani, uccidendo tutti i 160 a bordo, per lo più cittadini francesi.

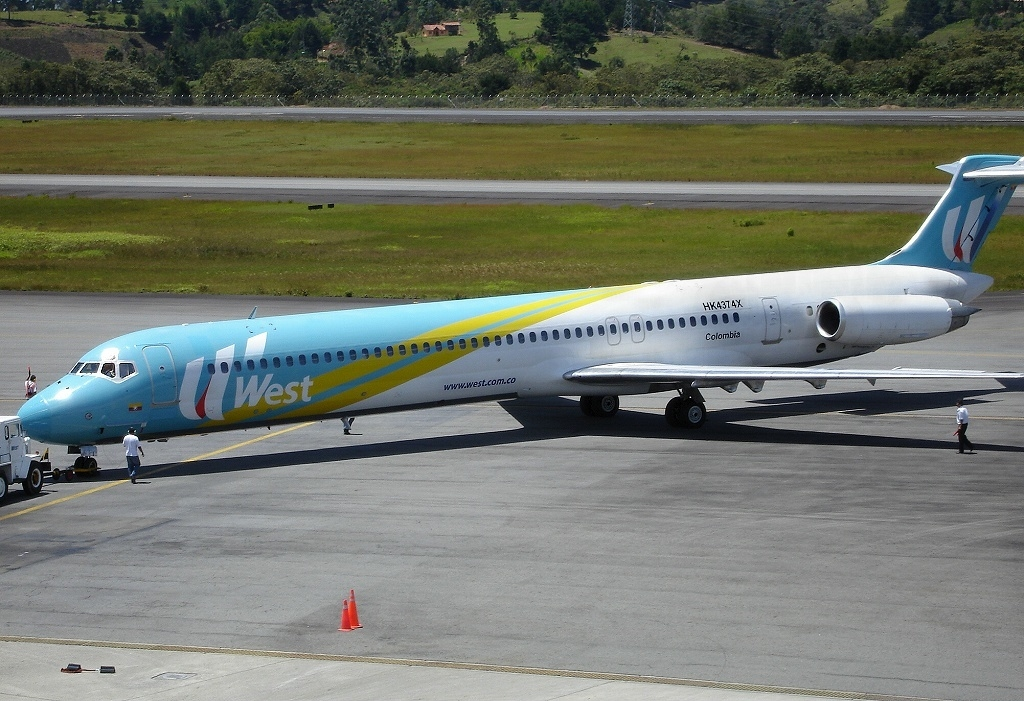
L'aereo che operò il volo 708